# Гимн Новой Зеландии

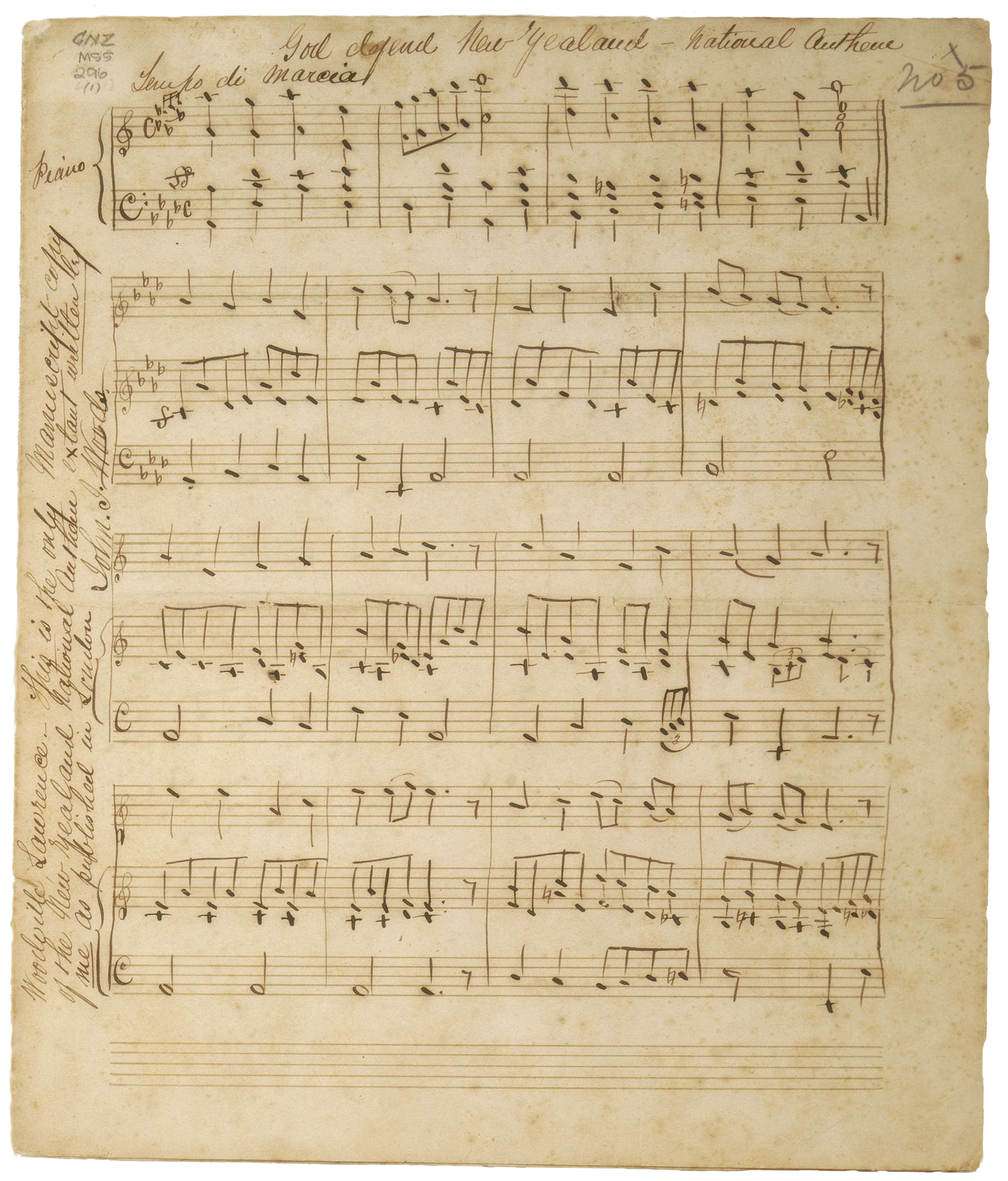
Ноты песни «God Defend New Zealand»

В Новой Зеландии имеется два официальных гимна — «God Defend New Zealand» и «God Save the King». С юридической точки зрения они равноправны, но «God Defend New Zealand» используется чаще, поэтому под «гимном» имеют в виду обычно его. Кроме того, существует несколько неофициальных гимнов страны, включая «Покарэкарэ-ана» и «No depression in New Zealand».
Британский гимн «God Save the King» был единственным национальным гимном до 1977 года, но в нынешнее время (2013 год) его исполняют только в присутствии монарха, генерал-губернатора или члена монаршьей семьи, а также на некоторые праздники, к примеру, в день АНЗАК.
Песня «God Defend New Zealand» была написана Томасом Бракеном в 1870-х годах, а в 1940-м новозеландское правительство выкупило авторские права на неё и сделало её национальной музыкой на празднование столетия Новой Зеландии. Затем её исполняли на Играх Содружества с 1950-х и на Олимпийских играх, начиная с 1972 года. После игр 1972 года началась кампания, направленная на присвоение песне статуса национального гимна.
В 1976 году парламенту была предложена петиция о присвоении песне «God Defend New Zealand» статуса национального гимна, и после получения разрешения королевы Елизаветы II с 21 ноября 1977 года в стране стало два гимна.
В 2011 году первый вариант Гимна был исполнен новозеландской певицей Рией Холл на церемонии открытия Чемпионата мира по регби 2011.